# Владимирська духовна семінарія
Владімірська духовна семінарія — середній навчальний заклад Володимиро-Суздальської єпархії Відомства православного сповідання Російської імперії, що готував священно- і церковнослужителів. Існувала до 1918 року. Після приходу до влади більшовицького режиму учнів та викладачів семінарії було розігнано, а приміщення конфісковано.

## Історія
Семінарія була заснована указом Святійшого Синоду в листопаді 1749 року, а в лютому 1750, при єпископі Владімірському і Яропольскому Платоні Петрункевичу, в будівлях скасованого володимирського Успенського монастиря почалися заняття; першим ректором був архімандрит Павєл Томиловський.
Влітку 1788 семінарія була об'єднана з Суздальською і Переяславською семінаріями в один навчальний заклад, що розташувалося в Суздалі (у Владімірі залишилося лише Владімірське духовне училище).
У 1798 році рішенням архієпископа Віктора Онісімова Владімірська духовна семінарія була повернута у Владімір. Перебувала на Нижньогородській вулиці у Сергіївській церкві. У 1804-1808 роках М. Є. Федосєєвим було побудовано кам'яну двоповерхову будівлю, в якій семінарія розташовувалася до 1860-1863 років, коли було побудовано нова триповерхова цегляна будівля. У 1868 році семінарські будови були обнесені огорожею з двома кам'яними воротами на вулицю.
Семінарія посідала чільне місце в системі державних освітніх установ Владіміра. З середовища її учнів вийшли знамениті церковні, державні, громадські та педагогічні діячі. У 1901 році в семінарії навчалося 605 вихованців, викладацька корпорація налічувала 23 викладача, у фундаментальній бібліотеці було понад 11500 томів, в учнівській до 5000.
У революційні дні 1905-1906 років серед семінаристів відбувалися хвилювання: вони взяли участь у загальному політичному страйку в 1905 році, а в березні 1906 року влаштували демонстрацію, протестуючи проти страти лейтенанта П. П. Шмідта. Для утихомирення учнів була викликана поліція, п'ять осіб заарештовано.
У серпні 1918 року семінарія була закрита більшовицьким режимом, а будівля реквізовано.

## Ректори
- архімандрит Павло (Томіловський) (1750—1753)
- архімандрит Товія (Кремповський) (1754—1758)
- архімандрит Амвросій Андріївський (1758—1759)
- архімандрит Авраамій Флоринський (1762—1773)
- архімандрит Гервасій Линцевський (22 січня 1778 — 12 жовтня 1788)
- архімандрит Арсеній Тодорський (1784 — 30 червня 1788)
- архімандрит Євгеній (Романов) (грудень 1789—1794)
- архімандрит Йосиф Величковський (1814—1819)
- архімандрит Павло Подлипський (10 січня — 1 березня 1820)
- архімандрит Неофіт (Соснін) (1830—1836)
- архімандрит Євфимій (Бєліков) (14 березня 1847—1852)
- архімандрит Платон (Фівейський) (3 грудня 1852—1856)
- архімандрит Леонтій Лебединський (30 травня 1856—1857)
- архімандрит Платон Троєпольський (18 липня 1857—1860)
- архімандрит Олексій (Новосьолов) (10 травня 1860 — 17 січня 1867)
- архімандрит Павло Вільчинський (3 квітня 1867—1878)
- протоієрей Михайло (Херасков)
- архімандрит Петро (Другов) (27 січня 1889—1891)
- архімандрит Никон (Софійський) (30 березня 1891—1898)
- архімандрит Іона (Вуколов) (1898—1899)
- архімандрит Євгеній (Бережков) (1899—1905)
- Іван (Соболєв) 1905—1911
- архімандрит Павло (Борисовський) (1911—1916)
- архімандрит Герман (Косолапов) (26 квітня 1916—1917)
- архімандрит Герман (Ряшенцев) (1917—1918)